# Роквилл (станция метро)
Роквилл (англ. Rockville) — открытая наземная станция Вашингтонгского метро на Красной линии, а также станция пригородного поезда MARC линии Брансуик (Brunswick Line) и междугороднего поезда Amtrak маршрута Capitol Limited. Она представлена тремя платформами: одной островной используемой Вашингтонским метрополитеном и двумя боковыми — поездами MARC и Amtrak. Станция обслуживается Washington Metropolitan Area Transit Authority. Расположена в городе Роквилл на Хангерфорд-драйв у Парк-роад, округ Монтгомери штата Мэриленд.
Пассажиропоток станции метрополитена — 1.593 млн. (на 2006 год), ж/д станции — 4.213 млн. (на 2012 год).
Поблизости к станции расположены Здание ж/д станции Роквилла, которое занесено в Национальный реестр исторических мест.
Станция была открыта 15 декабря 1984 года.
Открытие станции было совмещено с открытием ж/д линии длиной 11 км и ещё 3 станций: Уайт-Флинт, Твинбрук и Шейди-Гроув.